# Treza
Treza je žensko osebno ime.

## Izvor imena
Ime Treza je različica imena Terezija.

## Pogostost imena
Po podatkih Statističnega urada Republike Slovenije je bilo na dan 31. decembra 2007 v Sloveniji 15 oseb z imenom Treza.